# Kurt Kluxen
Kurt Kluxen (* 10. September 1911 in Bensberg; † 16. April 2003 in Erlangen) war ein deutscher Historiker. Kluxen lehrte von 1963 bis 1979 als ordentlicher Professor für mittlere und neuere Geschichte an der Universität Erlangen-Nürnberg. Einem breiteren Publikum wurde er vor allem durch seine Geschichte Englands bekannt.

## Leben und Wirken
Kurt Kluxen war der Sohn eines Lehrers. Kluxen nahm zunächst ein viersemestriges Lehramtsstudium an der Pädagogischen Akademie in Bonn auf. Von 1935 bis 1938 war er als Volksschullehrer in Hinterpommern tätig. Nach dem Krieg und der Rückkehr aus britischer Kriegsgefangenschaft studierte er ab 1947 Geschichte, Philosophie und Germanistik an den Universitäten Köln und Glasgow. 1949 wurde er mit einer von Theodor Schieder betreuten Arbeit über das politische Denken Machiavellis promoviert. 1954 habilitierte er sich an der Universität Köln über Das Problem der politischen Opposition. Entwicklung und Wesen des englischen Zweiparteiensystems im 18. Jahrhundert. 1950 wurde er Professor an der Pädagogischen Akademie Bonn und 1960 an der Universität zu Köln. Er war von 1961 bis 1963 Gründungsrektor der Pädagogischen Hochschule in Neuss. Ab 1963 lehrte er bis zu seiner Emeritierung 1979 Mittlere und Neuere Geschichte an der Universität Erlangen.
Seit den 1950er Jahren arbeitete Kluxen zur politischen Ideengeschichte der Frühen Neuzeit. Sein Hauptforschungsschwerpunkt war jedoch die englische Geschichte. Bis in die späten 1980er Jahre beschäftigte er sich mit der englischen Parlaments-, Parteien- und Verfassungsgeschichte. Seine 1968 erstmals veröffentlichte Englische Geschichte von den Anfängen bis zur Gegenwart wurde zum Standardwerk und erschien 1991 in vierter Auflage. Kluxen war Corresponding Fellow of the Royal Historical Society in London und Träger des Verdienstkreuzes 1. Klasse des Verdienstordens der Bundesrepublik Deutschland. 1980 wurde er erster Vorsitzender der Prinz-Albert-Gesellschaft. Kluxen wurden nach der Vollendung des sechzigsten Lebensjahres 1972 und zum 85. Geburtstag 1996 Festschriften gewidmet. Frank-Lothar Kroll gab 21 kleinere Beiträge von Kluxen heraus. Diese Schriften sollen eine „repräsentative Auswahl [...] aus seinem Gesamtoeuvre“ darstellen. Mit dieser Sammlung möchte Kroll „Bausteine zu einer grenzüberschreitenden gesamteuropäischen Geschichtsbetrachtung“ liefern.

## Schriften (Auswahl)
Monografien
- Der Begriff der necessità im Denken Machiavellis. Köln, Phil. Fakultät, Dissertation vom 11. November 1950.
- Das Problem der politischen Opposition. Entwicklung und Wesen der englischen Zweiparteienpolitik im 18. Jahrhundert. Alber, Freiburg u. a. 1956.
- Politik und menschliche Existenz bei Machiavelli. Dargestellt am Begriff der Necessità. Kohlhammer, Stuttgart u. a. 1967.
- Vorlesungen zur Geschichtstheorie. 2 Bände. Paderborn 1974–1981,
  - Vorlesungen zur Geschichtstheorie. Teil 1. Schöningh, Paderborn 1974, ISBN 3-506-77437-9.
  - Vorlesungen zur Geschichtstheorie. Teil 2. Schöningh, Paderborn 1981, ISBN 3-506-77458-1.
- Geschichte von Bensberg. Schöningh, Paderborn 1976, ISBN 3-506-74590-5.
- Geschichte Englands. Von den Anfängen bis zur Gegenwart (= Kröners Taschenausgabe. Band 374). 4. Auflage. Kröner, Stuttgart 1991, ISBN 3-520-37404-8.
- England in Europa. Studien zur britischen Geschichte und zur politischen Ideengeschichte der Neuzeit (= Historische Forschungen. Band 77). Herausgegeben von Frank-Lothar Kroll. Duncker & Humblot, Berlin 2003, ISBN 3-428-10599-0.

Herausgeberschaften
- Parlamentarismus (= Neue wissenschaftliche Bibliothek. Band 18). 5. erweiterte Auflage. Kiepenheuer & Witsch, Königstein 1980, ISBN 3-445-01687-9.
- zusammen mit Wolfgang J. Mommsen: Politische Ideologien und nationalstaatliche Ordnung. Studien zur Geschichte des 19. und 20. Jahrhunderts. Festschrift für Theodor Schieder zu seinem 60. Geburtstag. Oldenbourg, München 1968.